# Прибутковий будинок Григорьєвої
Прибутко́вий буди́нок Григо́рьєвої, також Кафе́ Фанко́ні — пам'ятка історії і архітектури, що розташована в Одесі (Україна) за адресою вул. Ланжеронівська, 15 (на розі Європейської).

## Історія будівлі
У 1872 р. в будинку на розі Європейської і Ланжернівської вулиць Яків Фанконі відкрив кафе «Fanconi». У 1913 році споруду було перебудовано архітекторами Ю. М. Дмитренком і Х. Я. Скведером, а 1 листопада того ж року кафе відкрилося знову.
Це кафе стало місцем зустрічей, відпочинку та роботи комерційної та творчо—богемної еліти Одеси. Так звані «пікейні жилети» збиралися в цьому кафе, обговорювали різні ділові питання, знаходили партнерів, покупців і продавців. Це кафе відвідували відомі особи тої доби — Бунін, Купрін, Чехов, Уточкін, Бабель, Маяковський, Шаляпін, Ільф і Петров та багато інших
Про цей заклад згадував письменник Ісаак Бабель в «Одеських оповіданнях», а також Ільф і Петров у «Золотому теляті». На верхньому поверсі кафе Фанконі було програно всі статки родини Юрія Олеші.
У радянський час тут розташували їдальню № 68, в котрій Остап Бендер обдумував «Справу Корейко».
З лютого 1920 р. тут розмістили «Клуб воєнморів ім. лейтенанта Шмідта». У післявоєнні роки в приміщенні кафе «Фанконі» розташовувалися: крамниця «Хімтовари» і каси «Аерофлоту». Крім усього іншого в цій будівлі був своєрідний штаб Мішкі Япончика, правда, недовго.
Зараз у будівлі розташований ресторан «Fanconi 1872».